# Графы д’Арманьяк
Граф д’Арманьяк — титул, который носили правители гасконского графства Арманьяк, существовавшего с 960 до 1825 года.

## Дом д'Арманьяк
960—995 : Бернар I ле Луш († 995), граф д’Арманьяк, младший сын Гийома Гарсии Гасконского, графа Фезансака и Арманьяка.
жена — Эмерин
995—1020 : Жеро I Транкалеон († 1020), граф д’Арманьяк, сын предыдущего.
жена — Аделаис, дочь Гийома V, герцога Аквитании и графа де Пуатье, и Бриски Гасконской.
1020—1061 : Бернар II Тюмапалер († между 1064 и 1090 гг.), граф д’Арманьяк, с 1040 по 1052 гг. — герцог Гаскони, сын предыдущего.
жена — Эрменгарда.
1061—1103 : Жеро II († ок. 1103), граф д’Арманьяк, сын предыдущего.
жена — Авизелла де Ломань.
1103—1110 : Бернар III († 1110), граф д’Арманьяк, сын предыдущего.
жена — Альпаиза де Тюренн.
1110—1160 : Жеро III (ок. 1100—1160), граф д’Арманьяк, сын предыдущего.
жена с 1119 — Аниселла (или Адальмюр, или Азельма) (ок. 1098—1140 или 60), графиня де Фезансак.
1160—1193 :  Бернар IV († 1193), граф д’Арманьяк и де Фезансак, сын предыдущего.
жена — Этьенетта де ла Барт.
1193—1215 : Жеро IV Транкалеон († 1215), граф д’Арманьяк и де Фезансак, сын предыдущего.

## Дом де Ломань
1215—1219 : Жеро V († 1219), граф д’Арманьяк и де Фезансак, сын Бернара д’Арманьяка, виконта де Фезансаге.
1219—1241 :  Пьер Жерар († 1241), граф д’Арманьяк и де Фезансак, сын предыдущего.
1241—1243 :  Бернар V († 1243), граф д’Арманьяк и де Фезансак, брат предыдущего.
жена — Аньес Арагонская.
1243—1245: Маскароза I († 1245), графиня д’Арманьяк и де Фезансак, сестра предыдущего.
муж и соправитель — Арно Одон († 1256), виконт де Ломань.
1245—1256: Маскароза II († 1256), графиня д’Арманьяк и де Фезансак, дочь предыдущей.
соправители:
до 1255 г. — отец, Арно Одон († 1256), виконт де Ломань
с 1255 г. — муж, Эскива де Шабанне, († 1283), граф де Бигор.
После смерти бездетной Маскарозы II, графства перешли к представителю младшей ветви дома д’Арманьяк
1256—1285 : Жеро VI, († 1285), граф д’Арманьяк и де Фезансак, племянник Жеро V, сын Роже д’Арманьяка, виконта де Фезансаге.
жена с 1260 г. — Мата де Беарн (1250 † ок. 1317)
1285—1319: Бернар VI, († 1319), граф д’Арманьяк и де Фезансак, сын предыдущего.
первая жена — Изабелла д’Альбре (ок. 1275, † 1 декабря 1294)
вторая жена с 1298 г. — Сесиль (1275 † 1313), графиня де Родез.
1319—1373: Жан I (1305 † 1373), граф д’Арманьяк, де Фезансак и де Родез, сын предыдущего.
первая жена — Режина де Го († 1325), виконтесса де Ломань и д’Овиллар
вторая жена с 1327 г. Беатрисса де Клермон (1310 † 1364), баронесса де Шароле.
1373—1384 : Жан II Горбатый († 1384), граф д’Арманьяк, де Фезансак и де Родез, сын предыдущего.
жена с 1359 г. — Жанна де Перигор
1384—1391 : Жан III Толстый († 1391), граф д’Арманьяк, де Фезансак и де Родез, сын предыдущего.
жена с 1359 г. — Маргарита (1363 † 1443), графиня де Комменж.
1391—1418 : Бернар VII (ок. 1360 † 1418), граф д’Арманьяк, де Фезансак и де Родез, коннетабль Франции, брат предыдущего.
жена — Бонна де Берри (1365 † 1435)
1418—1450 : Жан IV (1396 † 1450), граф д’Арманьяк, де Фезансак и де Родез, сын предыдущего.
первая жена с 1407 г. — Бланш Бретонская (1395 † 1419)
вторая жена с 1419 г. — Изабелла д’Эвре (1395 † 1450)
1450—1473 : Жан V (1420 † 1473), граф д’Арманьяк, де Фезансак и де Родез, сын предыдущего от второго брака.
жена с 1469 г. — Жанна де Фуа.
1473—1497 : Шарль I (1425 † 1497), граф д’Арманьяк, де Фезансак и де Родез, брат предыдущего.
жена с 1468 г. — Екатерина де Фуа-Кандаль († 1510)

## Дом д’Алансон
1497—1525 : Шарль II (1489 † 1525), герцог д’Алансон (Шарль IV), внучатый племянник предыдущего, его дед, Жан II д'Алансон, был женат на Мари д’Арманьяк, дочери Жана IV.
жена с 1509 г. — Маргарита д’Ангулем, (1492—1549), сестра короля Франциска I.

## Дом д’Альбре
1527—1555 : Генрих II д’Альбре (1503 † 1555), король Наварры, граф де Фуа, де Бигор, де Перигор, д’Арманьяк и де Родез, виконт де Лимож и де Беарн, сир д’Альбре.
жена с 1527 г. — Маргарита д’Ангулем, которая передала второму мужу наследство от первого.
1555—1572 : Жанна д’Альбре (1528 † 1572), дочь предыдущего, королева Наварры, и т. д.
муж с 1548 г. — Антуан де Бурбон (1518 † 1562), герцог де Вандом.

## Дом де Бурбон
1572—1589 : Генрих IV (1553 † 1610), король Франции и Наварры, сын Антуана де Бурбон и Жанны д’Альбре.
Екатерина де Бурбон, (1559 † 1604), сестра предыдущего, герцогиня д’Альбре, графиня д’Арманьяк и де Родез.
В июле 1607 г. королевским эдиктом графство Арманьяк было присоединено к короне.

## Дом де Гиз
В 1645 году Арманьяк передан Анри Лотарингскому, графу д’Аркуру.
Анри Лотарингский (1601—1666), граф д’Аркур, сын Шарля I, герцога д’Эльбёфа.
Луи Лотарингский (1641—1718), граф д’Арманьяк, де Шарни и де Брионн, сын предыдущего.
Шарль Лотарингский (1684—1751), граф д’Арманьяк, сын предыдущего.
Луи III Лотарингский (1725—1761), принц де Ламбеск, граф д’Арманьяк, де Шарни, де Брионн и де Брэн, внучатый племянник предыдущего.
Шарль IV Лотарингский (1751—1825), принц де Ламбеск, герцог де Гиз и д’Эльбёф, граф д’Арманьяк, де Шарни, де Брионн и де Брэн, сын предыдущего.